# WASP-52
WASP-52は、ペガスス座の恒星で12等星。太陽系外惑星が発見されている。

## 概要
K2のスペクトルを持つ橙色の主系列星で、ガイア計画で観測された年周視差によると地球から約573光年の位置にある。半径、質量とも太陽よりやや小さく、誕生から2～7億年と太陽（46億歳）に比べて若い恒星である。
2011年、太陽系外惑星探索コンソーシアム「WASP（Wide Angle Search for Planets）」のチームが2008年から2011年にかけて行ったトランジット法による探査で太陽系外惑星WASP-52bが発見された。この惑星は、木星の約1.3倍の半径を持ちながら半分未満の質量しかなく、主星からわずか0.03天文単位 (au) の軌道を約1.75日の周期で公転している。
| 名称 （恒星に近い順） | 質量           | 軌道長半径 （天文単位） | 公転周期 (日)         | 軌道離心率 | 軌道傾斜角   | 半径           |
| --------------------- | -------------- | ----------------------- | --------------------- | ---------- | ------------ | -------------- |
| b (Göktürk)           | 0.46 ± 0.02 MJ | 0.0272 ± 0.0003         | 1.7497798 ± 0.0000012 | —          | 85.35 ± 0.2° | 1.27 ± 0.03 RJ |

## 名称
2019年、世界中の全ての国または地域に1つの系外惑星系を命名する機会を提供する「IAU100 Name ExoWorldsプロジェクト」において、WASP-52 と WASP-52b はトルコ共和国に割り当てられる系外惑星系となった。このプロジェクトは、「国際天文学連合100周年事業」の一環として計画されたイベントの1つで、トルコ国内での選考、国際天文学連合 (IAU) への提案を経て、太陽系外惑星とその母星に固有名が承認されるものであった。2019年12月17日、IAUから最終結果が公表され、WASP-52はAnadolu、WASP-52bはGöktürkと命名された。Anadoluは、トルコの国土の大部分を占め、トルコ文化の発祥の地でもあるアナドル（アナトリア、小アジア）。Göktürkは、トルコ人の歴史的な起源にあたり、最初の国家を建てた突厥を指す。また、“Gök”は「空」を意味する言葉でもあり、トルコの人工衛星（ギョクテュルク-2）の名前にもなっている。